# کارگر یقه‌آبی

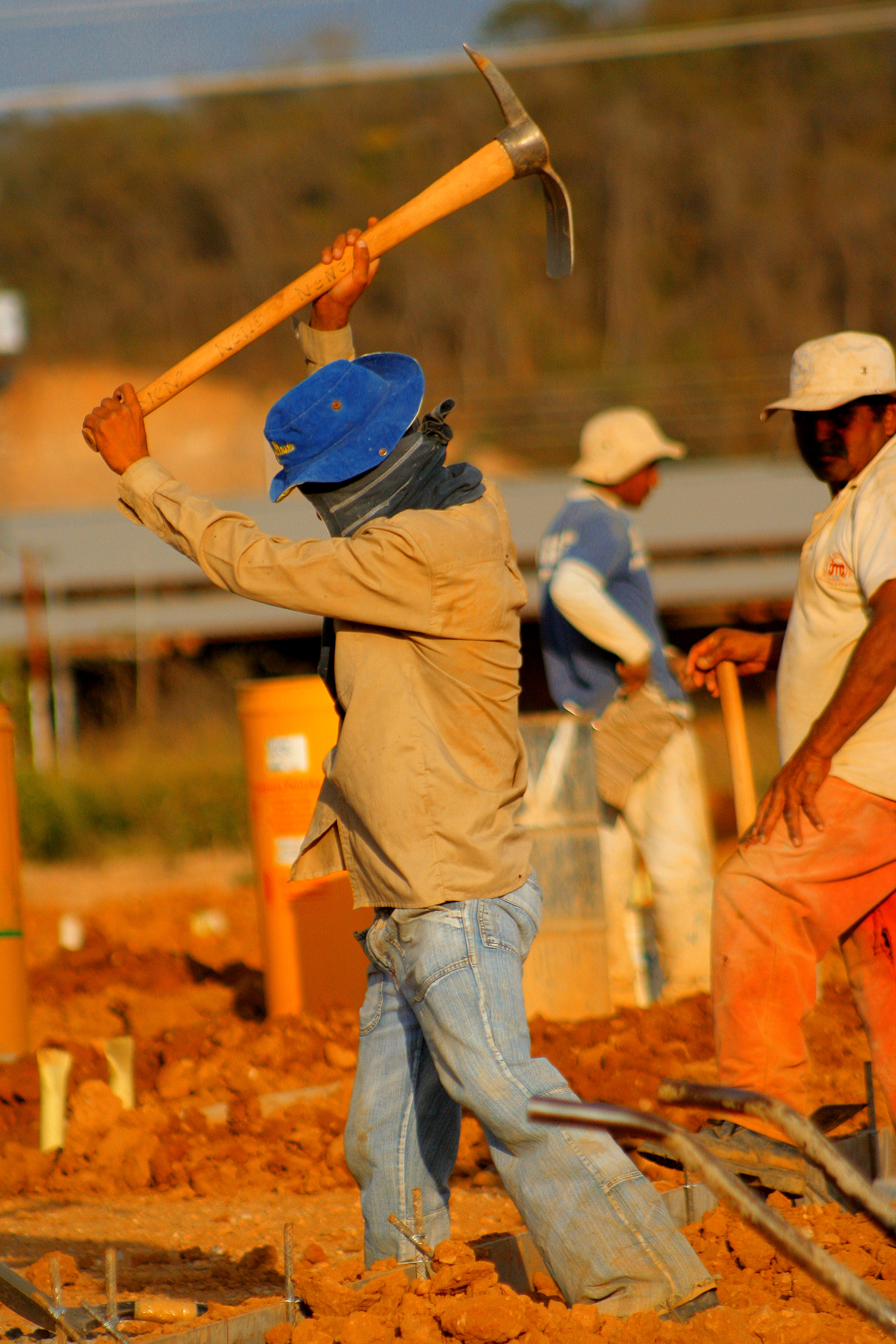
یک کارگر مشغول کار یدی در ونزوئلا.

کارگر یقه‌آبی (انگلیسی: Blue-collar worker) در بسیاری کشورها کارگری است که به انجام کارهای یدی مشغول است. کارهای مربوط به یقه‌آبی می‌توانند به ساخت، معدن‌کاری، تخلیه فاضلاب، کار در زندان، صنعت نساجی، ماهیگیری تجاری، فراوری مواد خوراکی، صنعت نفت، مدیریت پسماند و بازیافت، ساخت‌وساز، مکانیکی، اورهال، انبارداری، آتش‌نشانی، نصب فنی و بسیاری انواع کارهای فیزیکی به صورت  ماهرانه یا بدون مهارت باشد. کارهای یقه‌آبی اغلب ساختن یا تعمیر چیزی به صورت فیزیکی است.
در مقابل، کارگر یقه‌سفید معمولاً در محیط اداری مشغول به کار است و بیشتر پشت یک کامپیوتر یا میز نشسته است. نوع سوم کار به کارگران خدماتی (یقهٔ صورتی) مربوط است که کارشان در ارتباط با مشتری، سرگرمی، فروشندگی و دیگر کارهای خدماتی است. بسیاری از شغل‌ها ترکیبی از سه گونهٔ آبی، سفید و صورتی است.
کارگر یقه‌آبی معمولاً به صورت ساعتی دستمزد می‌گیرد با این‌همه در بعضی کارها، دستمزد به صورت پروژه‌ای یا حقوق پرداخت می‌شود. گستره وسیعی از شکل پرداخت دستمزد وجود دارد و بسته به زمینه کاری، تخصص و تجربه، متفاوت است.